# The Yeomen of the Guard

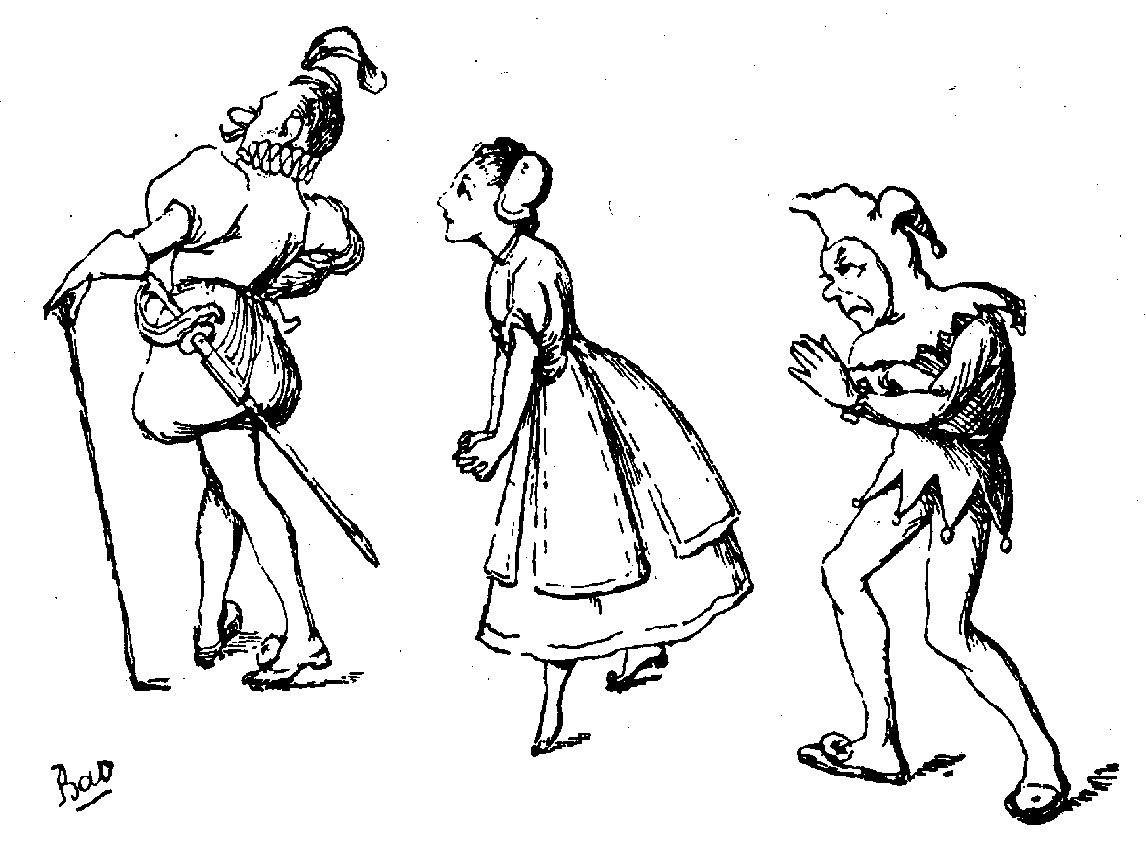
Illustrazione di Gilbert per "I have a song to sing, O!".

The Yeomen of the Guard o The Merryman and his Maid, è una Savoy Opera, con musiche di Arthur Sullivan e libretto di W. S. Gilbert. Essa debuttò al Savoy Theatre il 3 ottobre 1888, ed andò avanti per 423 rappresentazioni. Questa fu l'undicesima collaborazione di quattordici per il duo Gilbert e Sullivan.
L'opera si svolge nella Torre di Londra nel corso del XVI secolo, ed è la più avvincente delle opere di Gilbert e Sullivan. L'opera termina con un finale in cui il personaggio principale è sconsolato per essere stato abbandonato dall'amante e due fidanzamenti vanno avanti a malincuore a fronte dei finali pieni di matrimoni che sono la regola nelle opere del duo. Il libretto è pieno di humor e di innumerevoli freddure e l'impronta inconfondibile di Gilbert, la satira, contribuiscono alla nascita di enormi complicazioni. I dialoghi in prosa, sono quasi scespiriani.
Molti considerano le musiche fra le migliori scritte da Sullivan, compresa una ouverture in forma sonata invece della solita serie di temi dell'apera messi in sequenza come nelle altre opere di Gilbert e Sullivan. Questa fu la prima delle opere di Gilbert e Sullivan ad essere scritta per una grande orchestra con due fagotti e tre tromboni. Prima della composizione di Yeomen la composizione dell'orchestra di Sullivan era costituita da un fagotto e due tromboni. Molte delle opere seguenti di Sullivan, anche quelle non scritte in collaborazione con Gilbert, useranno un'orchestra di grandi dimensioni.

## L'opera
Quando l'opera precedente di Gilbert e Sullivan, Ruddigore, terminò le rappresentazioni al Savoy Theatre, non era ancora pronta l'opera seguente del duo e per circa un anno al Savoy Theatre, vennero rappresentati i lavori di maggior successo del duo come H.M.S. Pinafore, The Pirates of Penzance e The Mikado. Per diversi anni dopo la prima di Yeomen, Sullivan espresse il desiderio di interrompere la collaborazione con il librettista Gilbert, allo scopo di tornare a comporre opere serie.
Sullivan in quel tempo ricevette molte approvazioni per il suo oratorio  The Golden Legend e voleva rappresentare la sua grand opera Ivanhoe, soltanto quindici mesi dopo il debutto di Yeomen. Dopo un tentativo di interessare il suo collaboratore ad una trama dove i personaggi, ingoiando una pillola magica si trasformavano in un'altra persona da loro voluta, (Sullivan aveva rifiutato questa idea prima), Gilbert cercò di soddisfare il suo collaboratore raggiungendo un compromesso. Gilbert affermò che l'idea per l'opera gli venne mentre stava aspettando il treno alla stazione di Uxbridge e leggeva una pubblicità della Società del Mobile della Torre, illustrata con un Beefeater (speciale guardia della Torre di Londra). Egli propose di libretto alla Torre di Londra che Sullivan immediatamente accettò.
Anche se non si tratta di una grand'opera, Yeomen diede a Sullivan l'opportunità di scrivere il suo progetto più ambizioso da quando lavoravano insieme. I due decisero di lavorare alla nuova opera dedicandovi maggior tempo di quanto ne avevano dedicato alle opere precedenti. Gilbert fece ogni sforzo per accontentare il suo collaboratore, anche modificando la scrittura dei dialoghi rendendoli alternativi a delle canzoni. Sullivan ebbe difficoltà a musicare una lirica in particolare, "I have a song to sing-O!". Egli chiese a Gilbert se avesse qualche idea in mente. Gilbert canticchiò una frase musicale da una canzone tradizionale e Sullivan seppe subito cosa fare.
Il primo atto era piuttosto lungo e conteneva un numero insolito di pezzi sentimentali. Al calar della sera Gilbert divenne molto apprensivo; si domandava come avrebbe reagito il pubblico dell'opera comica di Gilbert e Sullivan a quel nuovo stile troppo serioso. Essi decisero così di tagliare due canzoni e parte del finale del primo atto. Gilbert, sempre nervoso la sera della prima andò dietro le quinte per avere un colloquio con gli attori raggiungendo l'unico risultato di trasferire il suo nervosismo ad essi. Jesse Bond, che avrebbe dovuto iniziare l'opera cantando una canzone da solo sul palcoscenico, gli disse: "Perbacco signor Gilbert, mi lasci in pace altrimenti rischio di non riuscire a cantare una nota!"
L'opera è diversa da tutte le altre di Gilbert e Sullivan: l'atmosfera è molto cupa ed i personaggi molto seriosi; manca la satira delle pubbliche istituzioni; l'opera non si apre con un coro, ma con un singolo personaggio seduto ad un tavolino che canta una canzone.
Una recensione dell'opera sul Daily Telegraph fu molto accondiscendente nel mettere in luce gli sforzi di Sullivan:
L'accompagnamento musicale era delizioso ed in particolare il trattamento dei legni attira l'attenzione degli spettatori. Lo stesso Schubert non avrebbe potuto trattare questi strumenti con maggior delicatezza, scrisse il critico molto benevolmente... Mettiamo le canzoni e i cori in The Yeomen of the Guard di fronte a tutti i suoi sforzi precedenti di questo particolare genere. Così la musica segue le parole ad un livello più elevato e noi potremo finalmente avere un'opera inglese genuina che ci può far sperare nella nascita di una tradizione operistica nazionale inglese.(Allen, p. 312).
The Times scrisse: "Si può essere d'accordo... che il signor Gilbert ha lasciato da parte il solco della tradizione familiare per salire a più elevati livelli"  Alcuni critici notarono che Gilbert aveva tratto gran parte della sua storia da un lavoro di William Vincent Wallace del 1845 intitolato Maritana, nel quale una cantante di strada si sposa in segreto con un nobiluomo.
Yeomen è un componente della speciale guardia di Sua Maestà Britannica nella fortezza della Torre di Londra, che familiarmente viene chiamato "Beefeaters".
Queste sono a guardia della Torre e dei famosi Gioielli della Corona, e vengono selezionati fra i militari più meritevoli per il loro lungo e devoto servizio alla Corona inglese. Oggi sono impiegati come guide ai visitatori della Torre.